# Synagoge (Golčův Jeníkov)
Koordinaten: 49° 48′ 51,1″ N, 15° 28′ 36″ O

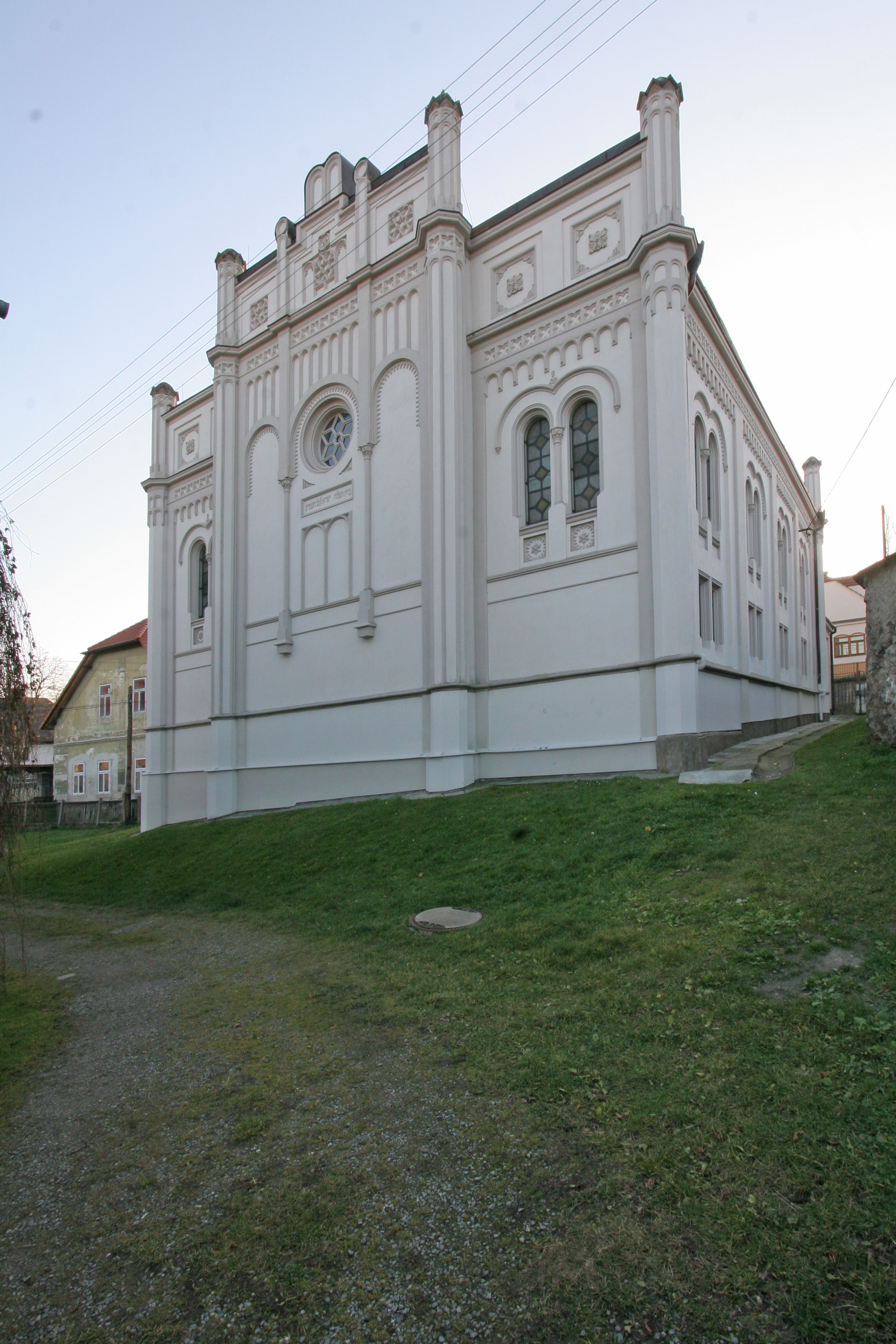
Synagoge in Goltsch-Jenikau

Die Synagoge in Golčův Jeníkov (deutsch: Goltsch-Jenikau), einer Gemeinde im tschechischen Okres Havlíčkův Brod der Region Kraj Vysočina, wurde 1870/71 erbaut. Die Synagoge ist ein geschütztes Kulturdenkmal.

## Geschichte
Die neue Synagoge im neuromanischen Stil, mit orientalisierenden Elementen versehen, ersetzte eine ältere Synagoge an gleicher Stelle, die einem Brand zum Opfer gefallen war. Sie wurde nach den Plänen der Architekten František Skřivánek und J. Spidil erbaut. 
Das profanierte Synagogengebäude wurde jahrelang als protestantische Kirche genutzt und dient heute dem staatlichen Jüdischen Museum als Außenstelle bzw. als Archiv. Während der 1990er Jahre wurde das Gebäude umfassend restauriert.